# Copa Pan-Americana de Voleibol Feminino Sub-20 de 2011
O Copa Pan-Americana de Voleibol Feminino Sub-20 de 2011  foi a 1ª edição do torneio organizado pela UPV, em parceria com a NORCECA  em parceria com a CSV, realizado no período de 16 a 21 de junho, cujas partidas foram disputadas no Coliseo Miguel Grau de Callao, Peru. O torneio foi disputada por de sete seleções, ou seja cinco países NORCECA e dois da CSV.A Seleção Peruana venceu a competição e de seu elenco Daniela Uribe foi eleita a Melhor Jogadora (MVP) da competição.

## Equipes participantes
| Equipe               | Última participação |
| -------------------- | ------------------- |
| Costa Rica           | (Sede)              |
| Cuba                 | estreante           |
| El Salvador          | estreante           |
| México               | estreante           |
| Peru                 | estreante           |
| República Dominicana | estreante           |
| Venezuela            | estreante           |

## Formato da disputa
Inicialmente participariam oito seleções, mas a representação argentina desistiu da disputa.As sete seleções foram divididas m Grupos A e B, em cada grupo as seleções se enfrentam entre si, e ao final dos confrontos as duas melhores  primeiras colocadas de cada grupo classificaram-se diretamente para as semifinais, e as  segundas e terceiras colocadas de cada grupo disputam as quartas de final e a quarta colocada finaliza na sétima posição.As melhores seleções da fase de quartas de final qualificou-se para as semifinais e as derrotadas disputaram o quinto lugar.As melhores equipes semifinalistas disputaram a grande final e as derrotadas lutaram pelo bronze.

## Fase classificatória
Classificação
- Local: Coliseo Miguel Grau -Peru

## Grupo A
|     |             |     | Jogos | Jogos | Jogos | Resultados | Resultados | Resultados | Resultados | Resultados | Resultados | Sets | Sets | Sets  | Pontos | Pontos | Pontos |
| Pos | Equipe      | Pts | T     | V     | D     | 3–0        | 3–1        | 3–2        | 2–3        | 1–3        | 0–3        | V    | P    | R     | V      | P      | R      |
| --- | ----------- | --- | ----- | ----- | ----- | ---------- | ---------- | ---------- | ---------- | ---------- | ---------- | ---- | ---- | ----- | ------ | ------ | ------ |
| 1   | Peru        | 9   | 3     | 3     | 0     | 3          | 0          | 0          | 0          | 0          | 0          | 9    | 0    | MAX   | 225    | 143    | 1.573  |
| 2   | México      | 6   | 3     | 2     | 1     | 2          | 0          | 0          | 0          | 0          | 1          | 6    | 3    | 2,000 | 205    | 171    | 1.199  |
| 3   | Venezuela   | 3   | 3     | 1     | 2     | 1          | 0          | 0          | 0          | 0          | 2          | 3    | 6    | 0.500 | 201    | 194    | 1.036  |
| 4   | El Salvador | 0   | 3     | 0     | 3     | 0          | 0          | 0          | 0          | 0          | 3          | 0    | 9    | 0,000 | 102    | 225    | 0.453  |

Resultados
| Data   | Hora  |           | Placar |             | Set 1 | Set 2 | Set 3 | Set 4 | Set 5 | Total | Relatório |
| ------ | ----- | --------- | ------ | ----------- | ----- | ----- | ----- | ----- | ----- | ----- | --------- |
| 16 ju  | 14:00 | México    | 3–0    | Venezuela   | 25–17 | 26–24 | 25–23 |       |       | 76–64 | P2        |
| 16 jun | 20:00 | Peru      | 3–0    | El Salvador | 25–8  | 25–7  | 25–12 |       |       | 75–27 | P2        |
| 17 jun | 14:00 | México    | 3–0    | El Salvador | 25–13 | 25–8  | 25–11 |       |       | 75–32 | P2        |
| 17 jun | 20:00 | Peru      | 3–0    | Venezuela   | 25–23 | 25–21 | 25–18 |       |       | 75–62 | P2        |
| 18 jun | 13:00 | Venezuela | 3–0    | El Salvador | 25–11 | 25–19 | 25–13 |       |       | 75–43 | P2        |
| 18 jun | 19:00 | México    | 0–3    | Peru        | 15–25 | 19–25 | 20–25 |       |       | 54–75 | P2        |

## Grupo B
|     |                      |     | Jogos | Jogos | Jogos | Resultados | Resultados | Resultados | Resultados | Resultados | Resultados | Sets | Sets | Sets  | Pontos | Pontos | Pontos |
| Pos | Equipe               | Pts | T     | V     | D     | 3–0        | 3–1        | 3–2        | 2–3        | 1–3        | 0–3        | V    | P    | R     | V      | P      | R      |
| --- | -------------------- | --- | ----- | ----- | ----- | ---------- | ---------- | ---------- | ---------- | ---------- | ---------- | ---- | ---- | ----- | ------ | ------ | ------ |
| 1   | República Dominicana | 6   | 2     | 2     | 0     | 2          | 0          | 0          | 0          | 0          | 0          | 6    | 0    | MAX   | 150    | 108    | 1.389  |
| 2   | Cuba                 | 3   | 2     | 1     | 1     | 1          | 0          | 0          | 0          | 0          | 1          | 3    | 3    | 1,000 | 142    | 126    | 1.127  |
| 3   | Costa Rica           | 0   | 2     | 0     | 2     | 0          | 0          | 0          | 0          | 0          | 2          | 0    | 6    | 0,000 | 92     | 150    | 0.613  |

Resultados
| Data    | Hora  |                      | Placar |            | Set 1 | Set 2 | Set 3 | Set 4 | Set 5 | Total | Relatório |
| ------- | ----- | -------------------- | ------ | ---------- | ----- | ----- | ----- | ----- | ----- | ----- | --------- |
| 16 jun  | 16:00 | República Dominicana | 3–0    | Cuba       | 25–22 | 25–23 | 25–22 |       |       | 75–67 | P2        |
| 17 jun  | 16:00 | República Dominicana | 3–0    | Costa Rica | 25–15 | 25–10 | 25–16 |       |       | 75–41 | P2        |
| 18 june | 15:00 | Cuba                 | 3–0    | Costa Rica | 25–17 | 25–17 | 25–17 |       |       | 75–51 | P2        |

## Fase Final
|  | Semifinais           | Semifinais           |   |             | Final          | Final |  |
|  |                      |                      |   |             |                |       |  |
|  | 20 de junho          |                      |   |             |                |       |  |
|  | Peru                 | 3                    |   |             |                |       |  |
|  | Cuba                 | 1                    |   |             |                |       |  |
|  |                      |                      |   |             |                |       |  |
|  |                      |                      |   |             | 21 de junho    |       |  |
|  |                      |                      |   |             | Peru           | 3     |  |
|  |                      | República Dominicana | 1 |             |                |       |  |
|  |                      |                      |   |             |                |       |  |
|  |                      |                      |   |             |                |       |  |
|  |                      |                      |   |             | Terceiro lugar |       |  |
|  | 20 de junho          | 20 de junho          |   | 21 de junho | 21 de junho    |       |  |
|  | República Dominicana | 3                    |   | Cuba        | 3              |       |  |
|  | México               | 0                    |   |             | México         | 1     |  |

## Quartas de final
| Data   | Hora  |           | Placar |            | Set 1 | Set 2 | Set 3 | Set 4 | Set 5 | Total   | Relatório |
| ------ | ----- | --------- | ------ | ---------- | ----- | ----- | ----- | ----- | ----- | ------- | --------- |
| 19 jun | 16:00 | Venezuela | 2–3    | Cuba       | 25–18 | 22–25 | 22–25 | 25–17 | 9–15  | 103–100 | P2        |
| 19 jun | 18:00 | México    | 3–0    | Costa Rica | 25–19 | 25–15 | 25–18 |       |       | 75–52   | P2        |

## Semifinais
| Data   | Hora  |                      | Placar |        | Set 1 | Set 2 | Set 3 | Set 4 | Set 5 | Total | Relatório |
| ------ | ----- | -------------------- | ------ | ------ | ----- | ----- | ----- | ----- | ----- | ----- | --------- |
| 20 jun | 16:00 | República Dominicana | 3–0    | México | 25–11 | 25–17 | 26–16 |       |       | 76–44 | P2        |
| 20 jun | 20:00 | Peru                 | 3–1    | Cuba   | 21–25 | 25–8  | 25–22 | 25–15 |       | 96–70 | P2        |

## Quinto lugar
| Data   | Hora  |           | Placar |            | Set 1 | Set 2 | Set 3 | Set 4 | Set 5 | Total | Relatório |
| ------ | ----- | --------- | ------ | ---------- | ----- | ----- | ----- | ----- | ----- | ----- | --------- |
| 20 jun | 18:00 | Venezuela | 3–0    | Costa Rica | 25–16 | 25–19 | 25–15 |       |       | 75–50 | P2        |

## Terceiro lugar
| Data   | Hora  |        | Placar |      | Set 1 | Set 2 | Set 3 | Set 4 | Set 5 | Total | Relatório |
| ------ | ----- | ------ | ------ | ---- | ----- | ----- | ----- | ----- | ----- | ----- | --------- |
| 21 jun | 16:00 | México | 1–3    | Cuba | 20–25 | 18–25 | 25–17 | 23–25 |       | 86–92 | P2        |

## Final
| Data   | Hora  |                      | Placar |      | Set 1 | Set 2 | Set 3 | Set 4 | Set 5 | Total | Relatório |
| ------ | ----- | -------------------- | ------ | ---- | ----- | ----- | ----- | ----- | ----- | ----- | --------- |
| 21 jun | 20:00 | República Dominicana | 1–3    | Peru | 25–18 | 27–29 | 20–25 | 17–25 |       | 89–97 | P2        |